# Jill Officer
Jill Officer (n. 2 iunie 1975, Winnipeg, Manitoba, Canada) este o jucătoare de curl ce a reprezentat Canada, medaliată olimpică. A participat la o ediție a Jocurilor Olimpice (2014) în care a câștigat o medalie de aur.

## Participări
Lista de mai jos prezintă principalele competiții la care a participat Jill Officer de-a lungul carierei.
- kiorling na zimnih Olimpiiskih igrah 2014 (jenșciinî)[*]